# Vanderson (piłkarz)
Vanderson de Oliveira Campos (ur. 21 czerwca 2001 w Rondonópolis) – brazylijski piłkarz występujący na pozycji obrońcy w monakijskim klubie AS Monaco FC. Wychowanek Grêmio.